# Дулен спирач
Дулен спирач е устройство-компенсатор, предназначено за намаляване на отката на ствола (с 25 – 75%), използващо кинетичната енергия на барутните газове, излизащи от дулото на оръдието след изстреляния снаряд или куршум.
- Видове дулни спирачи
- Активен
- Реактивен
- Активно-реактивен

## Принцип на действие
Всички дулни спирачки променят направлението и скоростта на движение на част от барутните газове, изтичащи при свръхзвукова скорост от канала на ствола след излитането на снаряда. Това намалява импулса на отката, което позволява да се намали общата маса на оръжието, или да се повиши групирането на стрелбата. Използването на дулни спирачки е неефективно в случаите, когато масата на барутния заряд е много по-малка от масата на снаряда.
Според принципа си на действие се делят на дулни спирачки с активно, реактивно и активно-реактивно действие.
В активната ДС газовете натискат на перпендикулярните оси на ствола – пръстеновидни прегради (мембрани), което поражда сила, насочена противоположно на движението на откатните части и спиращи го. Освен това отката намалява от изменението на вектора на движението на част от излитащите от ствола барутни газове на перпендикулярно на ствола.
При ДС от втория тип мембраните отсъстват
Използването на дулна спирачка предизвиква преместване назад, към затвора, на т.нар. зона на повишено налягане на ударната вълна от изстрела (дулна вълна). Повтарящото се въздействие на ударната вълна върху незащитените уши може да доведе до необратима загуба на слух.
Дулните спирачки се класифицират и според броя на камерите (безкамерни, едно- и многокамерни), числото редове на страните отвори (едно- и многоредови) и по тяхната форма (процепни, мрежести и прозоречни).
Използването на дулна спирачка може да доведе до рязко увеличаване на гърмежа на изстрела.

## Ефективност
Дулния спирач, особено реактивния тип такъв, при достатъчни габарити потенциално позволява не само напълно да се компенсира силата на отката, но и даже да я насочи напред; така например, опитно оръдие с дулната спирачка на Дурляхов на изпитанията след изстрел, поради дейстието ѝ, се мести не назад, както обикновено, а малко напред. От друга страна, повишаването на ефективността на ДС влошава проблемите на демаскировката и негативното въздействие на барутните газове върху разчета на оръдието. Освен това съвременното оръжие като правило е автоматично или поне полуавтоматично, а в този случай част от енергията на отката често се използва за работата на (полу)автоматиката, така че няма необходимост той да се компенсира напълно. Даже и при ръчното стрелково оръжие, използващи за работата на автоматиката отвода на барутните газове, възниква проблема за прекомерните габарити на дулната спирачка и силната демаскировка на стрелеца вследствие на неговата работа, това пречи напълно да се отстрани усещания от стрелеца откат на практика.

## Упортеба
Като правило, дулните спирачки се използват в конструкциите на стрелковото оръжие и полевите оръдия. В процеса на изстрела дулната спирачка изменя направлението на барутните газове и по този начин може да усили звука от изстрела, чуван от стрелеца или артилерийския разчет, и, следователно, да понижи боеспособността на личния състав.

### Артилерия
Използването на дулна спирачка в полевите оръдия позволява да се намали тяхната маса, при съхраняване на мощността им. При бронетанковото въоръжение и техника – съкращаване на дължината на отката, което дава възможност да се поставят по-мощни артилерийски системи в купол с по-малки габарити.
При използването на дулна спирачка възникват редица проблеми: демаскировка на позицията на оръдията от облака прах (или сняг), възникване зад оръдието на опасна за личния състав зона и т.н. Освен това тя прави отката по-малко плавен, поради което в съвременните танкови гладкостволни оръдия тя не се използва в полза на по-голяма точност на стрелбата.

### Стрелково оръжие
Стрелковото оръжие не може да е прекомерно масивно, тъй като това намалява мобилността на стрелеца и размера на пренасяния заедно с оръжието боекомплект, поради това дулните спирачки са особено ефективни за намаляването на отката и „подскоците“ на стрелковото оръжие.
Освен това използването на дулна спирачка позволява употребата в стрелковото оръжие на патрони, отката на които без използването на дулния компенсатор би бил трудно понасян.
В същото време, барутните газове, изтичащи от дулната спирачка демаскират позицията на стрелеца (което е особено опасно за картечниците и снайперските винтовки), в тъмната част на денонощието ослепяват стрелеца, увеличиват въздействието на звука от изстрела върху стрелеца, могат да бъдат опасни за военнослужещите, намиращи се до стрелеца.
Дулната спирачка-компенсатор, поставяна на стрелковото оръжие, също позволява да се намали подскачането на ствола при изстрел и да се подобри точността на автоматичния огън и да съкрати времето на прицелване след единичен изстрел.
За осигуряване на възможност за стрелба със стволни гранати дулната спирачка трябва да е с по-малък диаметър, сравнено с диаметъра на ствола.
Дулна спирачка понякога се използва и на големокалибрените револвери, например, Smith & Wesson 500 Magnum.
Най-известния пример за използване на дулна спирачка-компенсатор е автомата Калашников АК-74.

## Фотогалерия
- Дулната спирачка на съветското оръдие ЗИС-3
- Стандартен пламегасител на НАТО
- Револвера за мощни патрони има тежък откат и без дулна спирачка подскача на 45 градуса или повече
- 105 mm AMX-10 RC
- Английска ПТП Boys. Без дулна спирачка въоръжението от този тип е опасно за стрелеца поради прекомерния откат.
- Големокалибрена снайперска винтовка PGM Hecate II. Аналогично.
- Използването на дулна спирачка позволява да се повиши групиране на попаденията стрелбата, но, както се вижда на фотото, демаскира позицията. ДШК на танк Т-55
- Картечна дулна спирачка
- Немската самоходна гаубица PzH 2000
- Скосения преден край на кожуха на ствола също работи като компенсатор. Картечен пистолет Шпагин образец 1941 г.
- ППС-43 с ДСК.

|  | Тази страница частично или изцяло представлява превод на страницата „Дульный тормоз“ в Уикипедия на руски. Оригиналният текст, както и този превод, са защитени от Лиценза „Криейтив Комънс – Признание – Споделяне на споделеното“, а за съдържание, създадено преди юни 2009 година – от Лиценза за свободна документация на ГНУ. Прегледайте историята на редакциите на оригиналната страница, както и на преводната страница, за да видите списъка на съавторите. ВАЖНО: Този шаблон се отнася единствено до авторските права върху съдържанието на статията. Добавянето му не отменя изискването да се посочват конкретни източници на твърденията, които да бъдат благонадеждни. |